# Cesare Balbo
Conte Cesare Balbo (Torino, 21 novembre 1789 – Torino, 3 giugno 1853) è stato un nobile, patriota, politico e scrittore italiano, primo Presidente del Consiglio del Regno di Sardegna.

## Biografia

### Formazione culturale e politica
Figlio di Prospero Balbo già sindaco di Torino e ambasciatore a Parigi e di Enrichetta Taparelli d'Azeglio, il conte Cesare Balbo, nato nella città sabauda nel 1789, maturò culturalmente in varie città europee, a causa della continua peregrinazione che il padre dovette subire nei difficili anni del regno di Vittorio Amedeo III di Savoia.
Fu così che venne a contatto con le nuove teorie illuministiche che, in quegli anni, stavano prendendo sempre più piede nei maggiori centri culturali europei. In questi stessi anni fu forte l'influsso culturale e letterario di Vittorio Alfieri, ed il fermento patriottico che portò il giovane Balbo a fondare nel 1804 l'Accademia dei Concordi, con altri giovani letterati con i quali condivideva i suoi ideali liberal-moderati.
Grazie a queste conoscenze ed esperienze cosmopolite venne chiamato spesso a servizio della monarchia universale napoleonica. Successivamente, a causa dell'influenza dei circoli libertari frequentati, cominciò a disdegnare gli incarichi ricevuti, sottraendosi, quando possibile, al controllo dell'imperatore.
Intanto andavano crescendo nella sua coscienza forti ideali patriottici: Balbo sperava che alla guida di un futuro Risorgimento potessero salire i Savoia, che avrebbero permesso la concessione di una costituzione ai vari stati italiani uniti in una confederazione.
Come Gioberti, sperava in un coinvolgimento di tutti i principi che, ciascuno a capo della propria regione, dovevano aiutare il sovrano a regnare su un unico grande territorio. Presto si convinse che, per raggiungere tale scopo, non sarebbero stati necessari scontri armati ma bisognava, piuttosto, avere fiducia nel governo e sperare in una mediazione con i governanti.
Balbo non reputava adatti i modelli proposti dai consiglieri del re e, allo stesso tempo, non era soddisfatto neppure dalla fazione opposta, quella dei cospiratori contro il sovrano. Per questa sua insoddisfazione era mal visto da entrambe le parti politiche, ma, in particolare, da Carlo Alberto che si sentiva offeso dalla sua incontentabilità, tanto che decise di esiliarlo e di confinarlo nel suo castello di Camerano.

### Gli anni della maturità

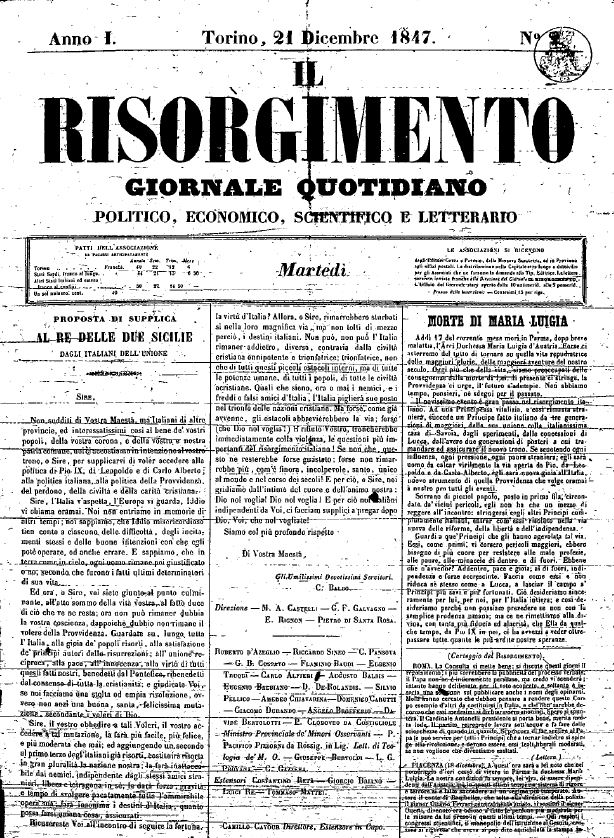
Uno dei primi numeri del quotidiano Il Risorgimento

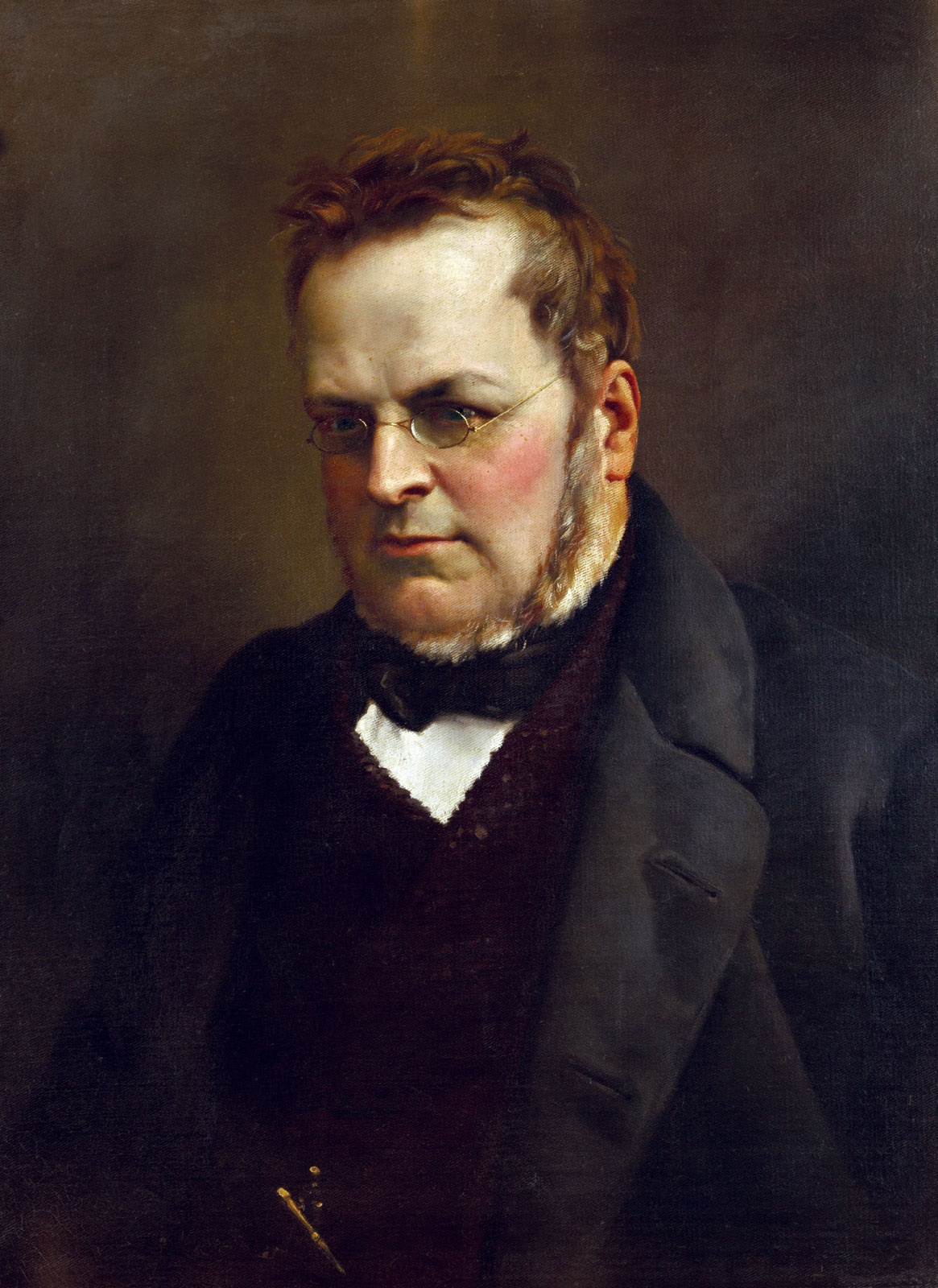
Cavour ritratto da Antonio Ciseri

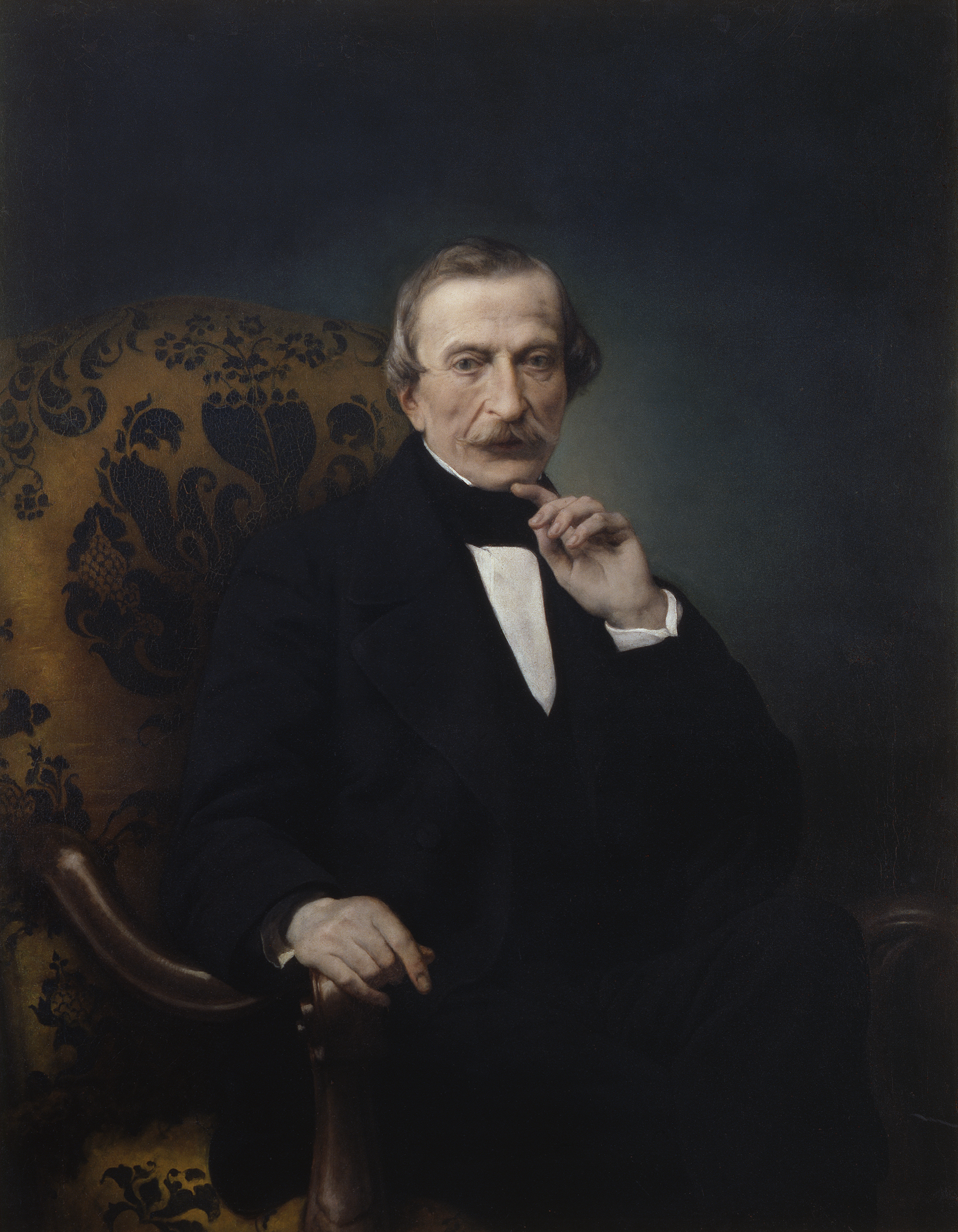
Massimo d'Azeglio ritratto da Francesco Hayez

Tra il 1821 e il 1847 visse, quindi, un periodo di isolamento totale: in questo modo poté coltivare una sua grande passione, la scrittura. La sua abilità gli permise di comporre trattati tanto convincenti che Carlo Alberto gli concesse il riavvicinamento a corte. Nel dicembre 1847 Balbo fondò, con Camillo Cavour, il quotidiano Il Risorgimento. L'anno successivo ottenne l'incarico di guidare il primo gabinetto costituzionale.
Intanto era stata pubblicata nel 1844 una delle sue opere più importanti Le speranze d'Italia. Stimolato dalla lettura del Primato di Vincenzo Gioberti, egli, richiamandosi all'ideologia cattolico-liberale, esponeva i concetti fondamentali dell'ideologia neoguelfa, cercando però di rispondere alle manchevolezze ed alle molte contraddizioni lasciate dal Gioberti.
Balbo ripropone nell'opera le sue idee riguardo alla questione italica: innanzitutto il tema delle riforme dello Stato Pontificio, poi quello che riguardava la posizione da prendere di fronte all'area più reazionaria del Cattolicesimo: i Gesuiti.

Era però un altro il punto essenziale: l'esame obiettivo della realtà attuale (e non l'esaltazione del passato) consentiva di identificare nella dominazione austriaca il maggior ostacolo all'attuazione di una confederazione tra gli stati italiani.
Secondo il nobile piemontese il riscatto nazionale sarebbe potuto avvenire, in via ipotetica, soltanto in quattro modi:
1. attraverso un'azione concorde tra i principi;
2. mediante un'insurrezione popolare;
3. per effetto di un intervento straniero;
4. come conseguenza di una condizione favorevole di carattere internazionale.

Ritenendo impossibile il primo punto, non praticabile il secondo e molto pericoloso il terzo, per i suoi probabili risvolti politici e sociali, al Balbo non rimase che l'ultima via: l'attesa di un'occasione favorevole di carattere europeo.
Si aspettava di fatto che l'espansione dell'Impero asburgico coinvolgesse l'area dei Balcani in modo tale da lasciare libera la penisola. Nessuna ragionevole speranza di riscatto, infatti, sarebbe stata attuabile se questo difficile problema non fosse stato risolto.
È quindi attorno alla basilare questione dell'autonomia dallo straniero che ruota alla fin fine tutto il suo pensiero politico, almeno fino al 1848.

### Dal 1848 alla morte

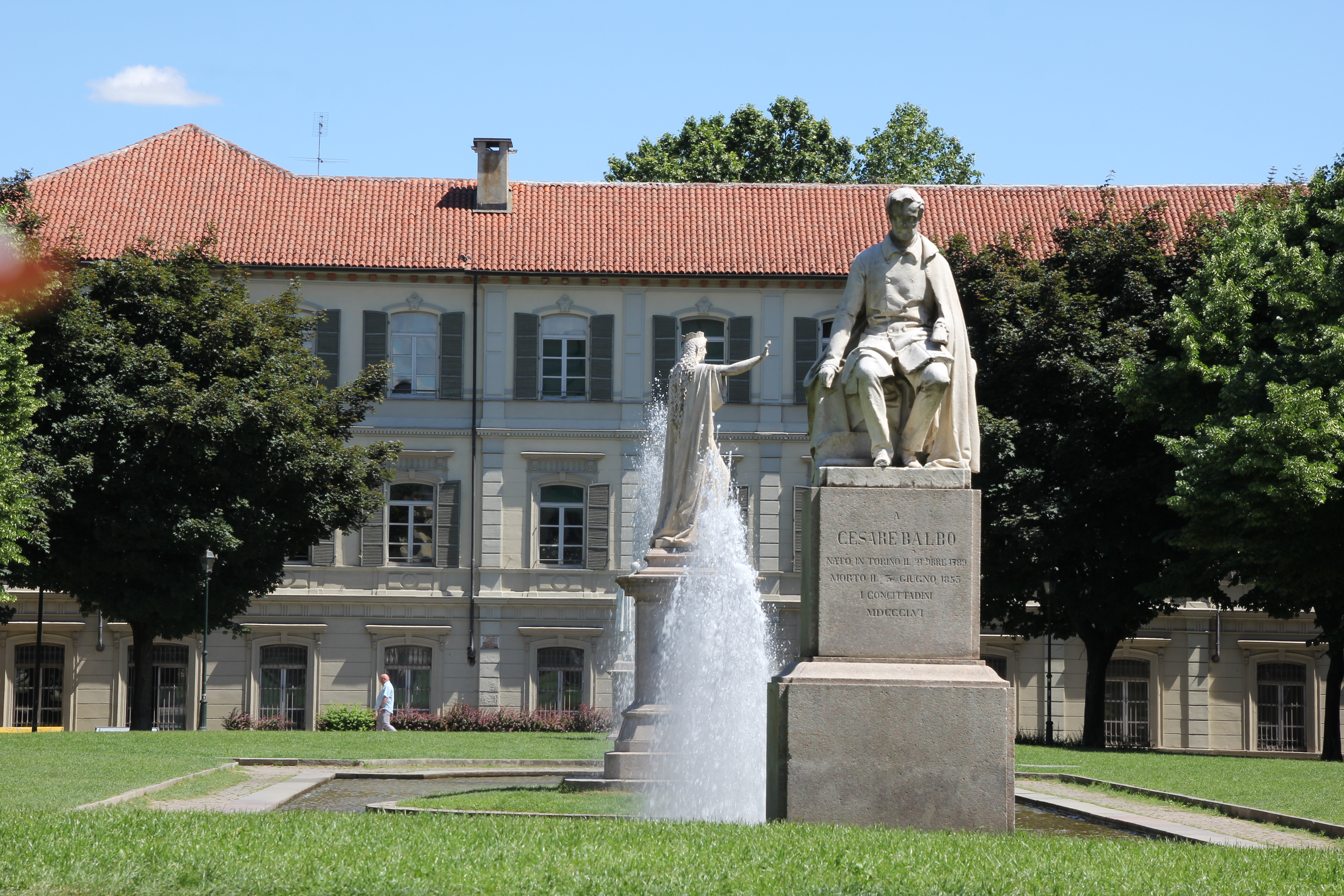
Monumento a Cesare Balbo a Torino

Quando, alla fine, venne dichiarata guerra all'Austria, Balbo propose di unire la Lombardia e il Piemonte in un'unica grande potenza, ma nel dibattito parlamentare il suo suggerimento non venne accolto, per questo decise di dimettersi dopo soli tre mesi da quando aveva ricevuto l'incarico di capo del governo.
Prima di ritornare di nuovo sulla scena politica, seppe condurre con successo le trattative, affidategli dal cugino Massimo d'Azeglio, per il ritorno di Pio IX nella sede papale.
Nel 1852, infine, si rivolse a D'Azeglio e a Cavour sperando di formare un nuovo governo, ma i due si rifiutarono di aiutarlo perché due anni prima aveva negato loro l'appoggio per l'approvazione della legge sull'abolizione del foro ecclesiastico e sull'incameramento dei beni della Chiesa.
Decise così di ritirarsi definitivamente dalla politica per dedicarsi interamente alla scrittura ma, dopo meno di un anno, morì nella città natale, a sessantatré anni, nel 1853.
È sepolto nella cripta del duomo di Chieri, città il cui liceo classico ne porta il nome (nonostante l'accorpamento con altri licei della zona avvenuto nel 2000).

## Opere

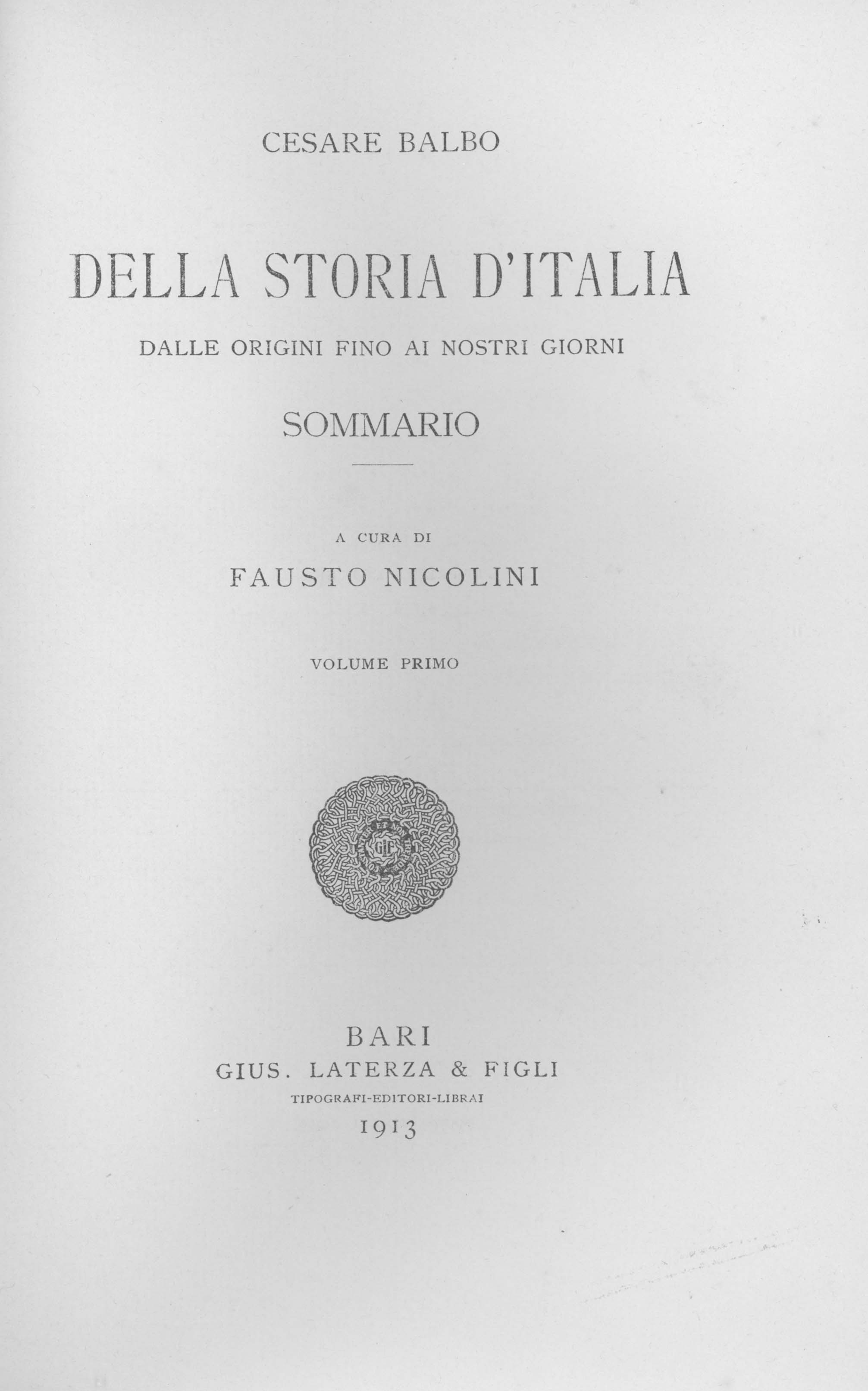
Storia d'Italia dalle origini fino ai nostri giorni, 1913

- Vita di Dante, Torino 1839 (online)
- Delle speranze d'Italia, Torino, Utet, 1844 (online)
- L'indipendenza d'Italia e l'avvenire della cristianità, Roma, Edizioni Studium, 1982. ISBN 88-382-3607-0
- Storia d'Italia e altri scritti editi e inediti, Torino, Utet, 1984. ISBN 88-02-03793-0
- Sommario della storia d'Italia, Firenze, Le Monnier, 1846 (Fotoriproduzione su Google libri).
- Pensieri ed Esempi, Firenze, Le Monnier, 1856
- Della Monarchia rappresentativa in Italia, Firenze, Le Monnier, 1857
- Frammenti sul Piemonte. Torino, Centro studi piemontesi, 1986.
- Racconti del Risorgimento. Roma, Edindustria, 1961.
- Testimonianze paleocristiane della Diocesi di Vicenza. Venezia, Università degli studi, 1999-2000.
- Vita di Cesare Balbo scritta da lui medesimo, in Della vita e degli scritti del conte Cesare Balbo di Ercole Ricotti, Firenze, Le Monnier, 1856
- Quattro novelle narrate da un Maestro di Scuola, Torino, Pomba, 1829. (online)
- Lettere di politica e letteratura; precedute da un discorso sulle rivoluzioni (online)
- Meditazioni storiche (online)

### Edizioni online
- Cesare Balbo, Storia d'Italia. 1, Torino, Giuseppe Pomba, 1830. URL consultato il 13 luglio 2015.
- Cesare Balbo, Storia d'Italia. 2, Torino, Giuseppe Pomba, 1830. URL consultato il 13 luglio 2015.
- Cesare Balbo, Della storia d'Italia fino all'anno 1814, Opere utili ad ogni persona educata raccolte col consiglio d'uomini periti in ciascuna scienza. Storia, Torino, Pomba, 1846. URL consultato il 13 luglio 2015.
- Cesare Balbo, Studii sulla guerra d'indipendenza di Spagna e Portogallo, Torino, Pomba, 1848. URL consultato il 13 luglio 2015.
- Cesare Balbo, Meditazioni storiche, Firenze, Le Monnier, 1855. URL consultato il 13 luglio 2015.
- Cesare Balbo, Storia d'Italia dalle origini fino ai nostri giorni. 1, Scrittori d'Italia 50, Bari, Laterza, 1913. URL consultato il 13 luglio 2015.
- Cesare Balbo, Storia d'Italia dalle origini fino ai nostri giorni. 2, Scrittori d'Italia 60, Bari, Laterza, 1914. URL consultato il 13 luglio 2015.